# Kamal Martin
Kamal Adrian Martin (Burnsville, 17 giugno 1998) è un giocatore di football americano statunitense che milita nel ruolo di linebacker per i Carolina Panthers della National Football League (NFL).

## Carriera

### Green Bay Packers
Martin al college giocò a football con i Minnesota Golden Gophers dal 2016 al 2019. Fu scelto dai Green Bay Packers nel corso del quinto giro (175º assoluto) del Draft NFL 2020. Dopo un infortunio al menisco che gli fece perdere il primo mese e mezzo di gioco, debuttò come professionista nella settimana 7 contro gli Houston Texans mettendo a segno 6 tackle. La sua stagione da rookie si concluse con 24 placcaggi e un sack in 10 presenze, 6 delle quali come titolare.

### Carolina Panthers
Il 10 settembre 2021 Martin firmò con i Carolina Panthers.